# Tequila Sunrise
El tequila sunrise o Acapulco es un cóctel preparado de dos maneras diferentes: la original, con tequila, crème de cassis, jugo de lima y agua con gas; la forma más popular está hecha con tequila, jugo de naranja y granadina. El cóctel, que originalmente se servía en el Arizona Biltmore Hotel en Phoenix (Estados Unidos), debe su nombre a su apariencia cuando se sirve en un vaso: los ingrediente con mayor densidad (el cassis o la granadina) se hunden gradualmente, creando variaciones de colores semejantes a los de un amanecer (sunrise, en inglés).

## Preparación
La International Bartender Association ha incluido al tequila sunrise como cóctel oficial. De acuerdo a esta asociación, la preparación se hace con tres partes de tequila, seis partes de jugo de naranja y una parte de granadina.

### Variaciones
- Aperol sunrise: se sustituye la granadina o la crème de cassis con Aperol;
- tequila sunset: se sustituye la granadina con brandy blackberry;
- Caribbean sunrise: se usa ron en vez de tequila;
- vodka sunrise o Russian sunrise: se usa vodka en vez de tequila;
- southern sunrise: se usa Southern Comfort en vez de tequila;
- versión dietética: se usa jugo de arándano rojo en vez de granadina;
- amaretto sunrise: se usa amaretto en vez de tequila;
- Florida sunrise: se usan iguales medidas de jugo de piña y de naranja;
- red sea sunrise: versión sin alcohol en que se agrega limonada en vez de tequila.
- Pisco sunrise